# 大和田 (新座市)
大和田（おおわだ）は、埼玉県新座市の町名。現行行政地名は大和田一丁目から五丁目。郵便番号は352-0004。

## 地理
埼玉県新座市西部に位置し、東京都清瀬市に接する。近世には大和田宿が所在した。西側では大和田二・三丁目地区土地区画整理事業によって農業地区から商工業地区へと大規模な土地転換が行われている。

### 地価
住宅地の地価は2017年（平成29年）1月1日の公示地価によれば大和田1-28-21の地点で17万7000円/m2となっている。

## 歴史
地名は「和田」と称する蛇行する川などにみられる丸みのある広い平地から。新開遺跡に見られるように旧石器時代から人の居住が確認されている。
もとは江戸期より存在した新座郡野方領に属する大和田町、古くは鎌倉期より見出せる新座郡のうちの大和田郷であった。1591年（天正19年）に、芝山正員が川越街道沿いの当地に陣屋を置いた。大和田町はその後の街道の発展に伴い形成されたという。
- 知行ははじめは旗本領で、1625年（寛永2年）より上野高崎藩領となる[5]。
- 1871年（明治4年）
  - 7月14日 - 廃藩置県により、高崎県となる。
  - 11月14日 - 第1次府県統合により、入間県の管轄となる。
- 1873年（明治6年）6月15日 - 入間県が群馬県（第1次）と合併して熊谷県の管轄となる。
- 1876年（明治9年）8月21日 - 第2次府県統合により、埼玉県の管轄となる。
- 1879年（明治12年）3月17日 - 郡区町村編制法により成立した新座郡に属す。
- 1889年（明治22年）4月1日 - 町村制施行に伴ない、（旧）大和田町と野火止村、北野村、菅沢村、西堀村が合併し、新座郡（新）大和田町が成立。（旧）大和田町は（新）大和田町の大字大和田となる。
- 1896年（明治29年）4月1日 - 新座郡の北足立郡への編入に伴い、北足立郡に属す。
- 1955年（昭和30年）3月1日 - 大和田町と片山村が合併し、新座町が成立。新座町の大字となる。
- 1965年（昭和40年） - 地内（現、中野一丁目）に跡見学園女子大学が開学する[5]。
- 1970年（昭和45年）11月1日 - 市制施行により、新座市の大字となる。
- 1971年（昭和46年） - 地内（現、新座三丁目他）に新座団地が建設される[5]。
- 1973年（昭和48年） - 地内に新座貨物ターミナル駅開業[5]。
- 1975年（昭和50年）8月1日 - 住居表示の実施に伴ない、大字大和田の大部分と野火止の一部から大和田一丁目〜五丁目が成立[6]。また、同日大字大和田の一部から新座一丁目〜三丁目、中野二丁目が成立する。また、大字大和田と野火止の各一部から中野一丁目が成立する。大字大和田は消滅。
- 2016年（平成28年）
  - 8月30日 - 区画整理予定地を市街化区域に編入。
  - 9月5日 - 大和田二・三丁目地区土地区画整理事業が開始。
- 2018年（平成30年）
  - 3月26日 - 三丁目地区にて「GLP新座」を着工[7]。
  - 11月23日 - 大手ホームセンターを核テナントとする「くみまちモール新座」が大和田二・三丁目地区土地区画整理事業地内22街区にて開業[8][9]。
- 2019年（平成31年／令和元年）
  - 3月 - 「GLP新座」が竣工[10][11]。
  - 8月 - 土地区画整理事業地内9街区・10街区の一部にて清水建設「S.LOGI（エスロジ）新座」のW棟が竣工[12]。
  - 月日不明（秋〜冬頃） - 土地区画整理事業地内9街区・10街区の一部にて清水建設「S.LOGI（エスロジ）新座」のE1棟が竣工[13]。
- 2021年（令和3年）
  - 7月27日 - 「S.LOGI（エスロジ）新座」のE2棟が竣工し[14]、区画整理事業を完了予定。

## 世帯数と人口
2017年（平成29年）1月1日現在の世帯数と人口は以下の通りである。
| 丁目         | 世帯数    | 人口    |
| ------------ | --------- | ------- |
| 大和田一丁目 | 1,614世帯 | 3,841人 |
| 大和田二丁目 | 34世帯    | 53人    |
| 大和田三丁目 | 14世帯    | 28人    |
| 大和田四丁目 | 547世帯   | 1,317人 |
| 大和田五丁目 | 1,588世帯 | 3,740人 |
| 計           | 3,797世帯 | 8,979人 |

## 小・中学校の学区
市立小・中学校に通う場合、学区（校区）は以下の通りとなる。
| 丁目         | 番地         | 小学校               | 中学校             |
| ------------ | ------------ | -------------------- | ------------------ |
| 大和田一丁目 | 1〜11 16〜18 | 新座市立大和田小学校 | 新座市立第四中学校 |
| 大和田一丁目 | その他       | 新座市立新開小学校   | 新座市立第四中学校 |
| 大和田二丁目 | 全域         | 新座市立野火止小学校 | 新座市立新座中学校 |
| 大和田三丁目 | 全域         | 新座市立新開小学校   | 新座市立第四中学校 |
| 大和田四丁目 | 全域         | 新座市立新開小学校   | 新座市立第四中学校 |
| 大和田五丁目 | 全域         | 新座市立新開小学校   | 新座市立第四中学校 |

## 交通

### 鉄道
- 武蔵野線
  - 新座貨物ターミナル駅

### 道路
- 国道254号（川越街道）
- 埼玉県道109号新座和光線
- 埼玉県道113号川越新座線
- はなみずき通り
- 木の芽坂通り
- 新座北口通り

## 地域

### 寺社・史跡
- 新義真言宗 普光明寺[5]
- 大和田観音堂
- 大和田氷川神社
- 新開遺跡

### 公園・緑地
- 大和田運動場
- 新座市営大和田ファミリープール（老朽化に伴い2021年度に廃止[16]）
- 大和田一丁目児童遊園
- 新開公園
- 新開第二公園

### 施設
- くみまちモールにいざ
- エスロジ新座EAST1・EAST2・WEST[14]
- GLP新座
- 志木地区衛生組合新座環境センター
- 埼玉県立新座柳瀬高等学校
- 新座市立大和田小学校
- 新座市立新開小学校
- 新座市立第四中学校
- 第一新座幼稚園
- 大和田しらかば幼稚園
- 山びこ保育園
- 新座市立大和田公民館
- 大和田一丁目集会所
- 大和田集会所
- 新座市第二老人福祉センター
- 新座消防署大和田分署
- 新座大和田郵便局
- 東武バスウエスト新座営業事務所